# Fussballclub Staad (femminile)
Il Frauen Fussballclub Staad, citato anche nella sua forma contratta FFC Staad o semplicemente Staad, è stata una squadra di calcio femminile svizzera con sede nel comune di Thal del Canton San Gallo. La società è stata attiva dal 1992 al 2017, anno nel quale, a valle della retrocessione in Lega Nazionale B dopo otto stagioni consecutive in Lega Nazionale A, si è fusa con il San Gallo a dar vita al San Gallo-Staad.

## Storia
La squadra femminile è nata nel 1992, costituita dalla squadra maschile che è nata nel 1960.
La crescita della squadra è stata lenta, disputando per 6 stagioni solo campionati cantonali. Poi, con la vittoria in Coppa Svizzera e la conquista del titolo svizzero juniores nella stagione 1995-1996, la prima squadra ha ottenuto due promozioni in 3 anni partendo dalla 2. Lega approdando in Lega Nazionale B nella stagione 2000-2001.
Il salto in Lega Nazionale A avviene nella stagione 2002-2003, ma il rientro nella categoria inferiore è immediato.
Dopo 5 campionati in LNB centra l'obiettivo nella stagione 2008-2009 e rientra in LNA ottenendo un ottimo secondo posto dietro il Rapperswil-Jona. Rimane in LNA per otto stagioni consecutive, retrocedendo al termine della stagione 2016-2017, dopo aver perso gli spareggi promozione/retrocessione.

## Palmarès

### Altri piazzamenti
- Campionato svizzero:

Terzo posto: 2011-2012
- Coppa Svizzera:

Semifinalista: 2008-2009

## Organico

### Rosa 2015-2016
Rosa alla fine della stagione 2015-2016.
| N. |                     | Ruolo | Calciatrice         |
| -- | ------------------- | ----- | ------------------- |
| 1  | Svizzera (bandiera) | P     | Vanessa Lang        |
| 2  | Svizzera (bandiera) | C     | Alina Thoma         |
| 4  | Svizzera (bandiera) | C     | Rebekka Thoma       |
| 4  | Germania (bandiera) | D     | Lea Kalmbach        |
| 5  | Svizzera (bandiera) | C     | Seraina Ruckstuhl   |
| 6  | Germania (bandiera) | C     | Justyna Trzaskowski |
| 7  | Svizzera (bandiera) | D     | Jana Brunner        |
| 8  | Svizzera (bandiera) | C     | Claudia Stilz       |
| 9  | Svizzera (bandiera) | D     | Sarah Klotz         |
| 10 | Svizzera (bandiera) | A     | Franziska Sallmann  |
| 11 | Svizzera (bandiera) | A     | Rafaela Bisquolm    |

| N. |                          | Ruolo | Calciatrice                |
| -- | ------------------------ | ----- | -------------------------- |
| 12 | Svizzera (bandiera)      |       | Tamara Bigger              |
| 13 | Austria (bandiera)       | D     | Sabrina Horvat             |
| 14 | Austria (bandiera)       | D     | Jasmine Kirchmann          |
| 15 | Austria (bandiera)       |       | Hannah Theresia Oberdorfer |
| 16 | Svizzera (bandiera)      |       | Maida Alijagic             |
| 16 | Svizzera (bandiera)      |       | Martina Sätteli            |
| 17 | Svizzera (bandiera)      | A     | Bettina Peter              |
| 18 | Italia (bandiera)        | A     | Sabrina Petriella          |
| 18 | Svizzera (bandiera)      |       | Jessica Schärer            |
| 19 | Svizzera (bandiera)      | D     | Janine Schindler           |
| 24 | Liechtenstein (bandiera) | A     | Katja Beck                 |